# 乔·施奈德
乔·施奈德（英語：Joe Schneider，1926年9月11日—2013年3月15日），新西兰男子赛艇运动员。他曾代表新西兰参加1950年大英帝国运动会赛艇比赛，获得男子双人双桨银牌。